# Кулешка
Кулешка (пол. Kuleszka) — село в Польщі, у гміні Мястково Ломжинського повіту Підляського воєводства.
Населення — 168 осіб (2011).
У 1975-1998 роках село належало до Ломжинського воєводства.

## Демографія
Демографічна структура станом на 31 березня 2011 року:
|          | Загалом | Допрацездатний вік | Працездатний вік | Постпрацездатний вік |
| -------- | ------- | ------------------ | ---------------- | -------------------- |
| Чоловіки | 88      | 21                 | 59               | 8                    |
| Жінки    | 80      | 14                 | 45               | 21                   |
| Разом    | 168     | 35                 | 104              | 29                   |